# Maryamin, Homs
Maryamin (tiếng Ả Rập: مريمين, cũng đánh vần Mariamin hoặc Merawaii) là một ngôi làng ở miền trung Syria, một phần hành chính của Tỉnh Homs bắt đầu từ năm 2008 sau khi là một phần của Tỉnh Hama, nằm ở Homs Gap phía tây nam Hama. Các địa phương gần đó bao gồm Aqrab, Nisaf và Baarin ở phía bắc, Kafr Kamrah và Mashta al-Helu ở phía tây, Shin, al-Shinyah và al-Qabu ở phía nam, và Taldou và Tell Dahab ở phía đông. Theo Cục Thống kê Trung ương Syria, Maryamin có dân số 4.174 trong cuộc điều tra dân số năm 2004. Cư dân của nó chủ yếu là Alawites.

## Lịch sử

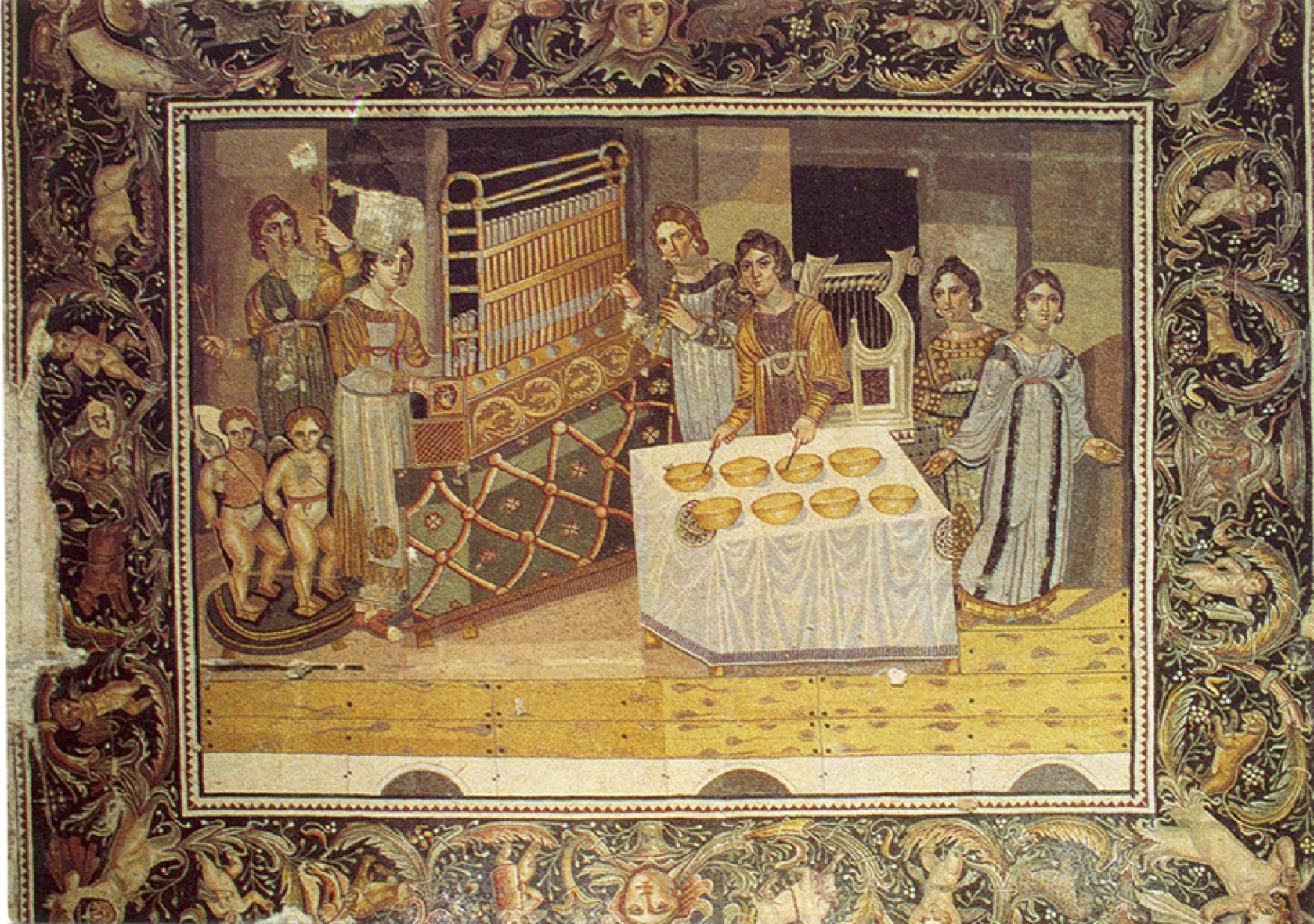
Cuối thế kỷ thứ 4 sau Công nguyên "Khảm của các nhạc sĩ" với organ, aulos và lyre từ một biệt thự Byzantine ở Maryamin, Syria.

Maryamin được cho là nằm trên địa điểm của một thị trấn được thành lập bởi Ramses II của Vương quốc Ai Cập mới.
Maryamin, hay "Mariamme" cổ đại, đã được Pliny the Elder nhắc đến và trong các danh sách cuối La Mã. Thị trấn có khả năng là thủ đô của bộ lạc Mariamnitai, nhưng rất ít đề cập đến thị trấn La Mã còn tồn tại. Giáo hội Công giáo La Mã vẫn duy trì một "Giám mục Mariamme ". Một bức tranh khảm quan trọng vào cuối thế kỷ từ thời Byzantine đã được phát hiện trong tàn tích của một biệt thự ở Maryamin năm 1960. Bức tranh khảm có diện tích 20 mét vuông và mô tả sáu nữ nhạc sĩ chơi nhạc cụ. Các mô tả là một trong số ít các hiện vật đưa ra một dấu hiệu về cách sử dụng nhạc cụ organ trong thời kỳ cổ đại. Bức tranh hiện đang được trưng bày tại bảo tàng khu vực của Hama.
Nhà địa lý người Syria Yaqut al-Hamawi lưu ý rằng Maryamin là "một trong những ngôi làng của Hims " khi ông đến thăm vào năm 1225, dưới thời cai trị của Ayyubid.
Năm 1929 Maryamin và một số làng Alawite khác ở quận Masyaf đã được chuyển đến Nhà nước Alawite sau khi đàm phán với chủ nhà của họ. Đất canh tác của làng được phân phối giữa những người nông dân làm việc cho họ. Đầu những năm 1960 Maryamin có dân số 600 người. Đó là một trung tâm trồng nho và chứa một số lò xo.